# Pseudoderbesia
Pseudoderbesia es un género monotípico de algas de la familia Bryopsidaceae. Su única especie es: Pseudoderbesia arbuscula.